# الفيلق الثالث عشر (الدولة العثمانية)
الفيلق الثالث عشر (بالتركية: 13. Kolordu)‏ هو فيلق عثماني يقع مقر قيادته في بغداد ويتبع الجيش الرابع العثماني، ويتألف الفيلق من فرقتي مشاة وعدد من الوحدات المستقلة التي تتبع قيادة الفيلق، ويعد الفيلق الثالث عشر أحد الفيلقين الذين يتألف منهما الجيش الرابع، حيث يشكل الفيلق الثاني عشر في الموصل الفيلق الآخر. خلال الحرب العالمية الأولى شارك الفيلق في الدفاع عن العراق خلال الحملة العسكرية التي شنتها بريطانيا عليه.

## تشكيل الفيلق

### 1911
يتشكل الفيلق عام 1911 من الوحدات التالية:
- فرقة المشاة 37 (بغداد)
  - 3 أفواج مشاة وكتيبة قناصة وفوج مدفعية
- فرقة المشاة 38 (البصرة)
  - 3 أفواج مشاة وكتيبة قناصة وفوج مدفعية
- الوحدات المستقلة التابعة لقيادة الفيلق
  - لواء فرسان 14
  - كتيبة المدفعية 25
  - سرية المهندسين 13
  - سرية التلغراف 13
  - سرية النقل 13
  - 6 سريا من حرس الحدود

### 1914
في سبمتبر 1914 تم نقل الفيلق الثالث عشر مع الفرقة 37 مشاة إلى جبهة القوقاز، وبقيت فرقة المشاة 38 في العراق حيث شكلت قيادة منطقة العراق والتي تألفت فقط الفرقة 38 مشاة وعدد من كتائب حرس الحدود وقوات الجندرمة